# Dívka ze zálivu
Dívka ze zálivu (ve francouzském originále La Fille du golfe) je jednoaktová opéra comique francouzského skladatele Léa Delibese na libreto Charlese Nuittera (vl. jm. Charles-Louis-Étienne Truinet). Byla vydána v Magasin des demoiselles a hrána amatéry, zejména v prostředí dívčích škol, profesionální premiéra však není zaznamenána.

## Vznik a historie díla
Dívka ze zálivu je první z drobných operet, které Léo Delibes napsal pro dívčí časopisy; po Dívce ze zálivu pro Magasin des demoiselles napsal ještě operetu Velká novina! (1864) pro Journal des demoiselles. Oba časopisy měly hudební přílohy a vydávaly vedle písní také, zpravidla jednou za rok, drobné divadelní kusy s hudbou. Psali je pro ně i respektovaní skladatelé, byť ne z první řady francouzských autorů, například Louis Clapisson, Victor Massé, François Bazin nebo Ferdinand Poise.
Dívka ze zálivu vyšla v říjnovém a listopadovém čísle 15. ročníku Magasin des demoiselles v podobě pro hlasy a klavír (tedy bez orchestrace) a byla určena pro provedení amatéry, zejména pro prostředí dívčích škol. Tomu odpovídá i rozdělení rolí (až na jednu postavu chlapce – již tedy mohla hrát i dívka – jsou všechny postavy ženského pohlaví), jakož i sentimentální a mravoučný děj bez jakékoli milostné zápletky.

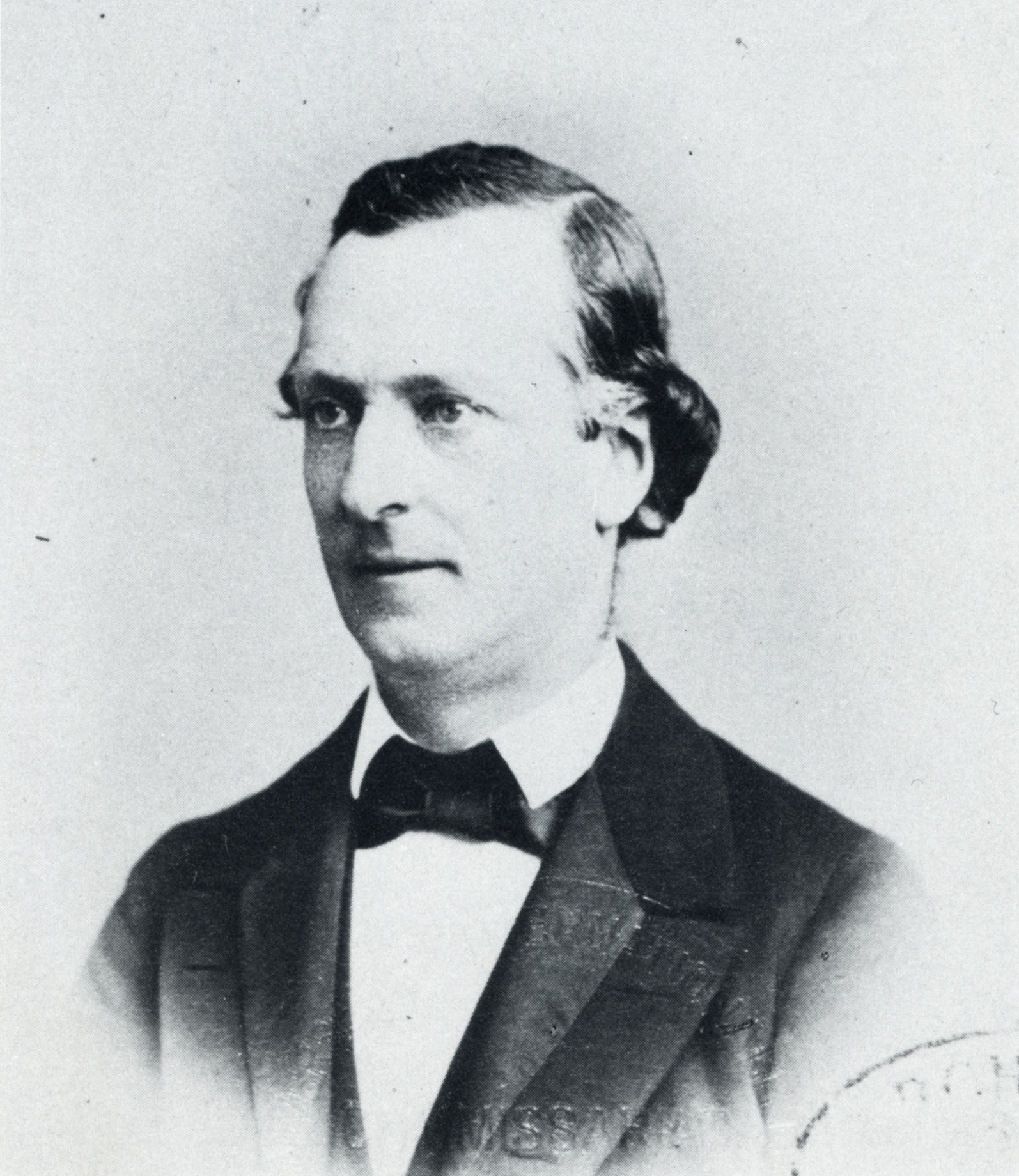
Charles Nuitter, libretista Dívky ze zálivu

Později slavný libretista Charles Nuitter byl teprve na začátku své kariéry. V Magasin des demoiselles i své první prózy, například povídku Karnac (1861). Až v roce 1862 napsal pro Jacquese Offenbacha libreto k velmi úspěšné operetě Tlachalové, která nastartovala jeho dráhu operetního a operního libretisty, v níž lze Dívku ze zálivu považovat za debut. Třiadvacetiletý Léo Delibes měl v roce 1859 již skladatelskou kariéru slibně začatou – tři operety a jednu operu. Oba autoři se opět sešli znovu později v jiném žánru se závažnějšími a trvalejšími výsledky: Nuitter byl autorem libret k baletům Pramen (La Source, 1866, hudba Delibes a Ludwig Minkus) a Coppélia (1870, hudba Delibes sám).
Roztroušené zprávy v tisku dokazují hojné provozování této operety. Přinejmenším inzerována byla i v cizině včetně Rakouska-Uherska (francouzština ostatně byla vyučována v dívčích školách po celé Evropě), pronikla i do francouzských kolonií (roku 1900 ji nastudovali až v Saint-Denis, roku 1901 v Oranu) a hrála se až do 30. let 20. století.
V roce 2017 Dívku ze zálivu vzkřísilo pařížské amatérské sdružení Le Groupe Lyrique.

## Osoby
- Pietro, mladý rybář
- Zerline, jeho sestra
- Ginevra, jejich matka
- Hraběnka Ottavia
- Giuletta, její neteř („dívka ze zálivu“)
- Flora, hraběnčina komorná[2]

## Děj opery
(Odehrává se v rybářské chatrči poblíž Neapole.)

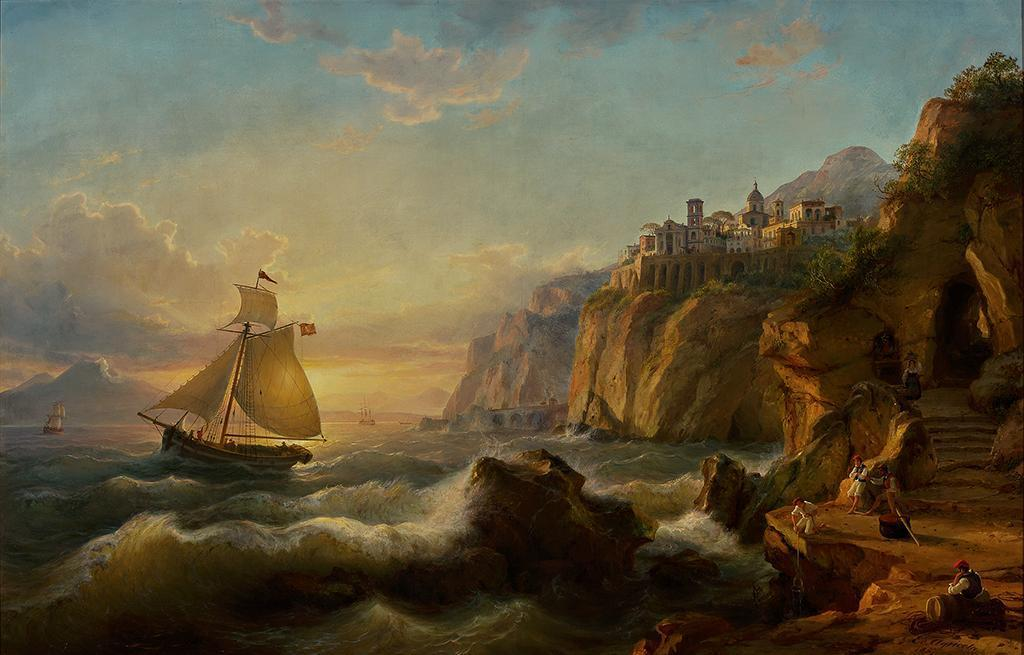
Pobřeží u Sorrenta s rybáři, obraz Eduarda Agricoly z roku 1857

Rybáři – mezi nimi mladý Pietro – za veselého zpěvu vyjíždějí na moře (č. 1 introdukce a sbor Chantons, chantons, joyeux matelots). Pietrova sestra Zerline se o něj strachuje, ale jejich matka Ginevra má v synovy schopnosti důvěru. Přednedávnem Pietro přivedl jakousi dívku, která je prakticky němá, a Ginevra se jí ujala. Teprve teď však Zerline matce vypráví celou příhodu, jak Pietro dívku zachránil, když ji samotnou v loďce strhnul proud u protějšího břehu zálivu, poblíž pověstného černého kamene (č. 2 kuplet Il est un sinistre roche). Právě pro to leknutí dívka ztratila paměť a skoro nemluví, ani na jméno si nevzpomněla… Dívka právě vychází a Ginevra se jí snaží oživit paměť a zmiňuje loďku a záliv, ale vyvolá tím u své svěřenky jen nervový záchvat.
K chatrči přichází hraběnka Ottavia s komornou Florou. Jede na svou vilu na opačné straně zálivu, ale jejich vozu se polámala osa. Flora je z toho dosud vystrašená, ale nabídka, že je rybáři převezou na druhý břeh, ji vyděsí ještě více. Hraběnka ji kárá, ale Flora se vymlouvá, že bázlivost už je její trvalá vlastnost (č. 3 kuplet o strachu J'ai peur! j'ai peur!). V důvěrném hovoru jí hraběnka připomíná, že se jednou na venkov ukrýt před starým přítelem markýzem a jeho synem. Markýz by rád syna oženil s hraběnčinou neteří Giulettou; nápadník je sice slušný mladík z dobré rodiny, ale markýzův rod nedávno značně zchudl, a proto je třeba se těmto námluvám vyhnout, aniž by markýze urazily. Giuletta již ostatně nějakou dobu v hraběcí vile pobývá se starou guvernantkou.

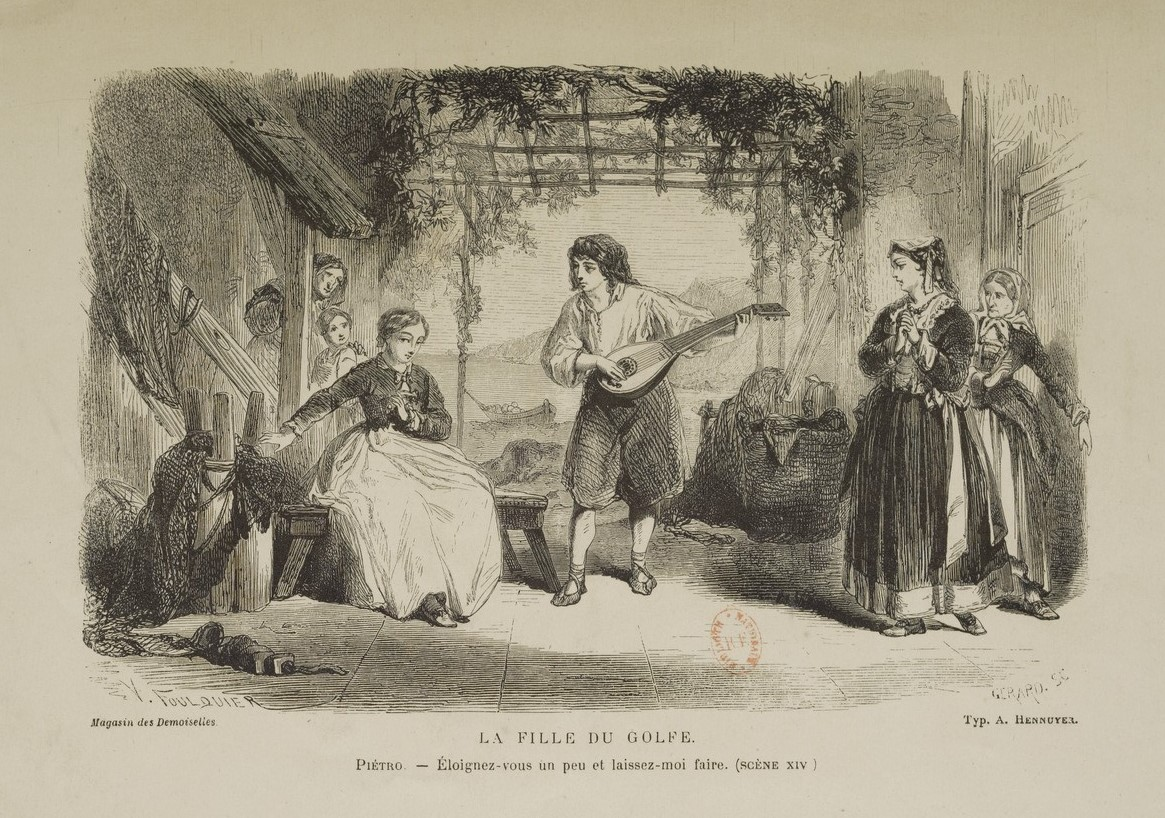
Scéna ze závěru Dívky ze zálivu (č. 5), rytina Valentina Foulquiera

Dnes je svátek a rybáři se vracejí; za zpěvu Zerliny tančí tarantelu (č. 4 sbor a tarantela Ah! la belle journée! ... La tarentelle commence). Pietro a Zerlina jsou veselí a na dotaz potvrzují hraběnce, že jim ani při skromném jmění nic nechybí ke šťastnému životu. – Flora se zašla podívat, zda je již vůz opraven. To sice ano, ale Flora přináší hraběnce dopis od guvernantky oznamující, že Giuletta utonula. Ginevr a Zerline odvádějí hraběnku, o kterou se pokoušejí mdloby. Floře se objeví dívka, jíž zachránil život Pietro, a vystrašená Flora ji považuje za Giulettina ducha. Brzy se vše vyjasní, hraběnka nachází svou neteř živou a tělesně zdravou, jenže Guiletta si stále na nic nevzpomíná a hraběnku a Floru nepoznává. Zdá se, že jí paměť nic nevrátí, ale pak si Pietro vzpomene, že z druhého břehu slýchával píseň, kterou jistě zpívala Giuletta. zazpívá ji dívce a ta ji poznává, přidává se a rozpomíná se (č. 5 duet Ne vous souvient-il plus de ce chant ... C'est la saison nouvelle). Hraběnka je nadšena, a když vidí štěstí prostého chudého lidu, rozhoduje se při volbě Giulettina ženicha nehledět na peníze a dát jí – nikoli například Pietra, ale – markýzova syna. Zve všechny na oslavu do své vily. Rybáři se vracejí do chatrče a všichni se radují ze šťastného konce (č. 6 finále Ce jour comple notre espérance).